# Gerard Piqué
Gerard Piqué Bernabeu (født 2. februar 1987 i Barcelona, Catalonien, Spanien) er en spansk tidligere fodboldspiller, der frem til november 2022 spillede for FC Barcelona som center-back.

## Karriere
Piqué spillede i sine tidlige år for FC Barcelona, men rejste som 17-årig til England, hvor han skulle spille for Manchester United. Her spillede han i en del sæsoner, men fik aldrig succes på førsteholdet. I sommeren 2008 købte Barcelona ham tilbage, for at styrke midterforsvaret. Der gik ikke længe før Piqué fik en fast plads på førsteholdet i det centrale forsvar sammen med Carles Puyol.
Gerald Piqué spillede fra 2009 på det spanske landshold og var også her fast mand sammen med Puyol. Verdensmesterskabet i 2010 blev hans første deltagelse i en slutrunde med landsholdet. 11. august 2018 annoncerede Piqué, at han havde spillet sin sidste landskamp for Spanien, hvor det blev til 102 landskampe og 5 mål.

## Titler

### FC Barcelona
- La Liga: 2008–09, 2009–10, 2010–11, 2012–13, 2014–15, 2015–16, 2017–18
- Copa del Rey: 2008–09, 2011–12, 2014–15, 2015–16, 2016–17, 2017–18, 2020-21
- Spansk Super Cup: 2009, 2010, 2011, 2013, 2016, 2018
- UEFA Champions League: 2008–09, 2010–11, 2014–15
- UEFA Super Cup: 2009, 2015
- FIFA VM for klubhold: 2009, 2011, 2015

### Manchester United
- Premier League: 2007–08
- FA Community Shield: 2007
- UEFA Champions League: 2007–08

## Privatliv
Han har siden 2010 været sammen med den verdensberømte colombianske sangerinde Shakira. De har i øvrigt fødselsdag på den samme dato, dog er Shakira 10 år ældre. De fik den 23. januar 2013 en søn., og den 29. januar 2015 blev de forældre til deres anden søn. De gik fra hinanden i juni 2022.
Det er Gerard Piqué, der lægger stemme til Pirate King-figuren i den catalanske udgave af filmen The Pirates! In an Adventure with Scientists.